# Mûrs-Erigné
Mûrs-Erigné är en kommun i departementet Maine-et-Loire i regionen Pays de la Loire i nordvästra Frankrike. Kommunen ligger i kantonen Les Ponts-de-Cé som tillhör arrondissementet Angers. År 2022 hade Mûrs-Erigné 6 172 invånare.

## Befolkningsutveckling
Antalet invånare i kommunen Mûrs-Erigné
| Referens: INSEE |